# Cát Lợi
Cát Lợi (chữ Hán giản thể: 吉利区, Hán Việt: Cát Lợi khu) là một quận cũ của địa cấp thị Lạc Dương, tỉnh Hà Nam, Cộng hòa Nhân dân Trung Hoa. Cát Lợi nằm ở bờ bắc Hoàng Hà, cách trung tâm thành phố Lạc Dương 35 km. Cát Lợi có diện tích 80 km2, dân số khoảng 70.000 người, mã số bưu chính 471012. Năm 1982, một nhà máy lọc dầu đã được xây dựng tại đây. 
Quận này được chia ra thành các đơn vị hành chính gồm 1 nhai đạo biện sự xứ: Đại Khánh Lộ và 1 hương Cát Lợi. 
Ngày 18/03/2021, quận này giải thể. Toàn bộ quận Cát Lợi nhập vào huyện Mạnh Tân để thành lập quận mới Mạnh Tân.